# Мисен-Вилхамс
Мисен-Вилхамс (њем. Missen-Wilhams) општина је у њемачкој савезној држави Баварска. Једно је од 28 општинских средишта округа Обералгој. Према процјени из 2010. у општини је живјело 1.409 становника. Посједује регионалну шифру (AGS) 9780127.

## Географски и демографски подаци
Мисен-Вилхамс се налази у савезној држави Баварска у округу Обералгој. Општина се налази на надморској висини од 860 метара. Површина општине износи 35,0 km². У самом мјесту је, према процјени из 2010. године, живјело 1.409 становника. Просјечна густина становништва износи 40 становника/km².